# 柳江区
柳江区（りゅうこう-く）は中華人民共和国広西チワン族自治区柳州市に位置する市轄区。

## 行政区画
- 鎮:拉堡鎮、百朋鎮、成団鎮、三都鎮、里高鎮、進徳鎮、穿山鎮、土博鎮